# Montemaggiore al Metauro
Montemaggiore al Metauro este o comună din provincia Pesaro e Urbino, regiunea Marche, Italia, cu o populație de 2.874 locuitori (1 ianuarie 2017) și o suprafață de 13,31 km².

## Demografie
Montemaggiore al Metauro - evoluția demografică

|  | Graficele sunt indisponibile din cauza unor probleme tehnice. Mai multe informații se găsesc la Phabricator și la wiki-ul MediaWiki. |

Date: Recensăminte sau birourile de statistică - grafică realizată de Wikipedia